# Salt (gebouw)
Salt is een wooncomplex aan de Haarlemmerweg in Amsterdam Oud-West.
Hier werd in de jaren tien van de 21e eeuw begonnen met de herontwikkeling van een kantorenpark tot woonwijk. Op de smalle strook tussen de Haarlemmerweg (enerzijds) en volkstuinen en het Westerpark anderzijds werden vier woontorens neergezet. Er werd daarbij volop beton gerecycled, voor het eerste project De voortuinen werd zelfs het casco gebruikt. Salt kwam daarbij aan het westelijk eind te staan als slot van een set van vier De voortuinen, Blend, Pepper en Salt. Nog voor de oplevering werd er gebouwd aan de westelijke uitbreiding van deze wijk onder de noemer Kavel 3. 
Salt werd ontworpen door MVRDV, die ook de plattegrond leverde voor dit nieuwe woonwijkje. Architectuurcriticus Jaap Huisman zag in Salt het omgekeerde van Pepper, dat een grote overstek heeft aan de kant van het Westerpark. Salt kreeg aan de kant van de Haarlemmerweg haar overstek/cantilever (eenzijdige ophanging) die vele malen groter is dan die van Pepper met wie het een duo vormt (Zout en peper). Door het toepassen van de grote overstek, die tijdens de bouw met een grote buizenondersteuning gedragen werd, konden op een relatief klein grondoppervlak relatief veel appartementen worden gerealiseerd.  
Huisman was kritisch op deze nieuwe bebouwing; hij vond het “verkeerd complex op de verkeerde plek”. Blend en buurpanden overheersen in zijn ogen de bebouwing van de zuidelijk gelegen Gibraltarbuurt en ook het groen van de aansluitende volkstuincomplexen en het Westerpark kwam door de nieuwbouw minder tot zijn recht.
De bouw door J.P. van Eesteren liep van augustus 2020 tot in 2023, waarbij het hoogste punt in januari 2023 werd bereikt.

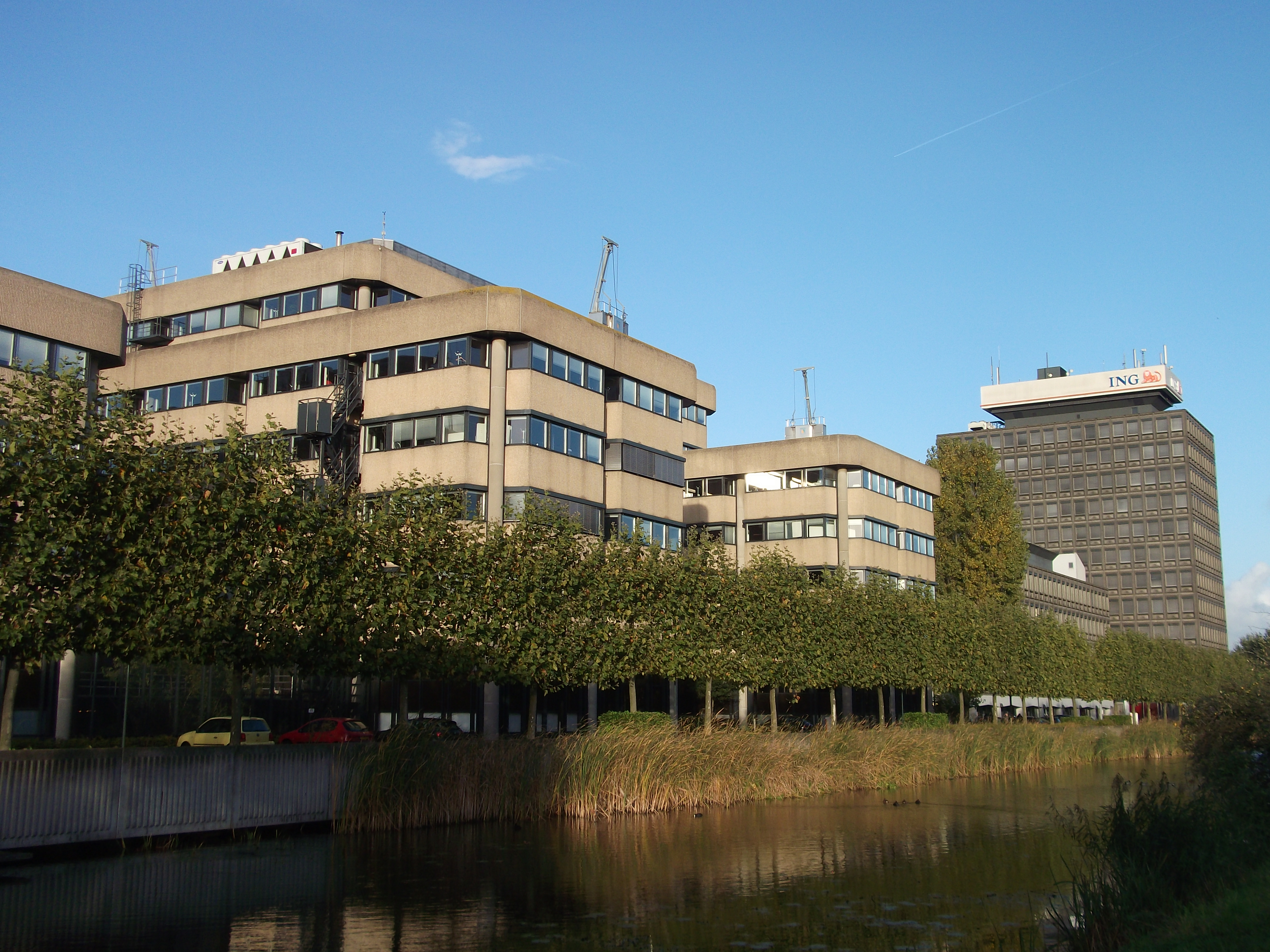
Donkere toren van RPS en ING in 2014